# ルビーパレード
株式会社ルビーパレードは、東京都渋谷区に本社を構える芸能事務所。2010年（平成22年）1月に株式会社M's produceとして設立され、2012年（平成24年）4月に現行の商号へと変更。

## 所属タレント
2025年4月現在。
- 和田雅成
- 八神蓮
- 木津つばさ
- 安里勇哉（TOKYO流星群）
- 難波なう
- 私オム
- 宮下貴浩
- 横山統威
- 松本旭平
- 風早颯
- 西川俊介
- 中太佑
- 上杉輝（TOKYO流星群）
- ふじわらみほ
- 紘太朗
- 白峰ゆり
- 高田晃宏
- 佐伯孝彦
- 青木一馬（TOKYO流星群）
- 騎田悠暉（TOKYO流星群）
- 野間愛希
- 加藤芽衣
- 田邊詩織
- 荷福瑠也

## 過去の所属タレント
- 水谷あつし
- 木下かれん
- 南圭介
- 森川恵古
- 村田恒

## 企画・制作

### 舞台
- RP★THEATER vol.1「泪橋ディンドンバンド」（2016年8月10日 - 14日、銀座博品館劇場） - 八神蓮10周年記念舞台[3]
- RP★THEATER vol.2「泪橋ディンドンバンド2 〜傷だらけの夕陽〜」（2017年11月4日 - 12日、銀座博品館劇場）[4][5]
- RP★THEATER vol.3「泪橋ディンドンバンド3 〜泥まみれの月〜」（2019年2月13日 - 24日、銀座博品館劇場）[6][7]
- RP★THEATER vol.4「泪橋ディンドンバンド4～泣き出しそうな青空～」（2020年9月2日 - 13日、銀座博品館劇場）[8]